# Kościół św. Jadwigi w Zabrzu
Kościół św. Jadwigi Śląskiej w Zabrzu – drewniany kościół katolicki, wybudowany w latach 1928–1929 w Zabrzu (dzielnica Poremba), wpisany do rejestru zabytków nieruchomych województwa śląskiego.

## Historia
Na skutek migracji ludności dzielnica Zabrza, Poremba, była zamieszkiwana przez przeszło 5 tys. katolickich wiernych po I wojnie światowej. Z tej przyczyny postanowiono wybudować tamże nowy kościół; inicjatorem przedsięwzięcia był proboszcz parafii św. Franciszka w Zabrzu, ks. Józef Bennek, do jego realizacji przystąpiono dopiero w latach 20. XX wieku, parafia św. Franciszka 13 kwietnia 1926 roku nabyła działkę od Groegera pod budowę nowej świątyni. Fundatorami były następujące podmioty: Kuria Biskupia we Wrocławiu, Państwowy Zespół Kopalń oraz Górnośląski Zakład Koksowniczy.
Kierownikiem budowy i projektantem świątyni był Karl Kattentidt, budowniczy rejencyjny, natomiast radca budowlany Beck wykonał dokumentację techniczną. Zdecydowano się na drewno jako główny budulec z uwagi na ryzyko wystąpienia szkód górniczych. Prace budowlane zostały rozpoczęte 16 maja 1928 roku, a 8 lipca 1928 roku ks. Józef Bennek wmurował kamień węgielny w krypcie pod prezbiterium. Świątynia powstała w latach 1928–1929, mimo że pozwolenie na budowę otrzymano dopiero w 1929 roku. Całkowity koszt budowy wyniósł 360 tys. marek.
25 sierpnia 1929 roku ks. Józef Bennek dokonał benedykcji nowego kościoła. 23 lutego 1930 świątynia zyskała status lokalii podległej parafii św. Franciszka. 30 sierpnia 1932 roku biskup sufragan Walenty Wojciech dokonał konsekracji świątyni. 4 sierpnia 1937 kard. Adolf Bertram wydał dekret podnoszący dotychczasową lokalię do rangi kuracji, który wszedł w życie 1 października tegoż roku. Po II wojnie światowej kuracja została uznana przez władze kościelne bez dekretu za samodzielną jednostkę – parafię św. Jadwigi w Zabrzu.
W latach 1994–2001 kościół był remontowany, zamontowano wówczas 18 nowych witraży oraz nabyto obrazy przedstawiające Matkę Boską Nieustającej Pomocy oraz Jezusa Miłosiernego.
8 czerwca 2008 roku kościół został wpisany do rejestru zabytków nieruchomych województwa śląskiego; znajduje się również na Szlaku Architektury Drewnianej województwa śląskiego.

## Architektura

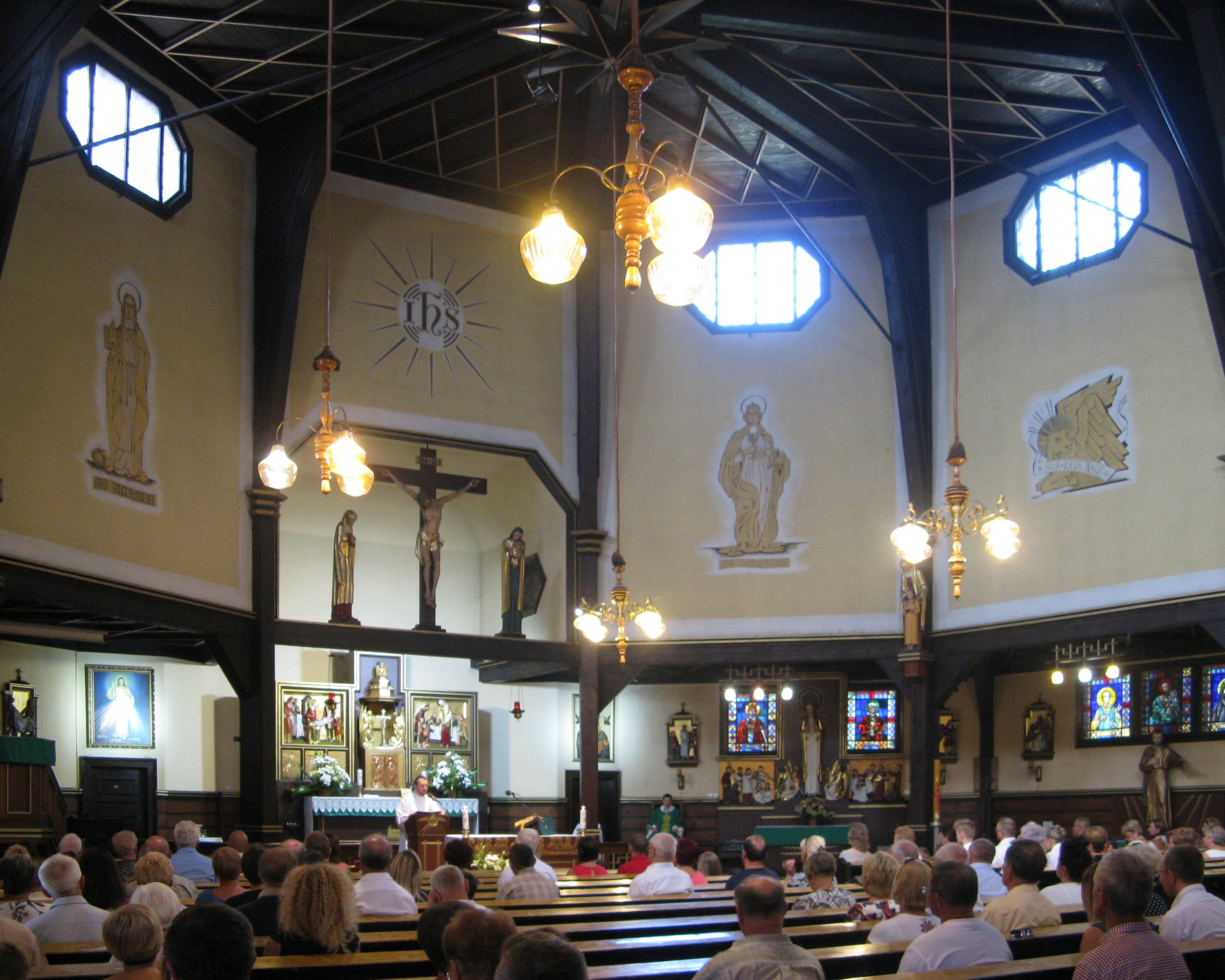
Wnętrze świątyni (2018)

Budowla drewniana posadowiona na płycie żelbetowej o masie 57 ton, na planie owalnego dwunastoboku z czterema ośmiobocznymi wieżami narożnymi w stylu modernizmu z elementami ekspresjonizmu. Kryty wysokim dachem wielospadowym wykończonym dachówką ceramiczną, hełmy wież kryte blachą miedzianą.
We wnętrzu umieszczono sześć ołtarzy. Ołtarz główny w postaci tryptyku wykonał Franz Schink, rzeźbiarz z Bytomia. Na belce tęczowej umieszczono Grupę Ukrzyżowania. w postaci rzeźb. Na stropie zamontowano kasetony, na niektórych otynkowanych ścianach naniesiono malowidła
Na emporze organy z 1833 roku zbudowane przez firmę Gebrüder Walter, które umieszczono w kościele w 1930 roku, wcześniej znajdowały się w Lutyni niedaleko Wrocławia.
W latach 2005–2006 ze względu na szkody spowodowane mrozami, ks. proboszcz Jerzy Pająk zadecydował o zmianie dachówek na dolnej części dachu kościoła.